# Turtle Lake (Wisconsin)
Turtle Lake è un villaggio degli Stati Uniti d'America, situato in Wisconsin, diviso tra la contea di Barron e la contea di Polk.